# Bătălia de la Aachen
Bătălia de la Aachen a fost o acțiune ofensivă de mare amploare din timpul celei de-a doua conflagrații mondiale a trupelor americane împotriva defensivei germane din zona orașului Aachen din Germania în perioada 2–21 octombrie 1944. Orașul Aachen făcea parte din Linia Siegfried, principala rețea defensivă de la frontiera de vest a Germaniei Naziste. Aliații au sperat că cucerească orașul și să înainteze rapid în regiunea industrială Ruhr. Deși cea mai mare parte a populației civile fusese evacuată din Aachen mai înainte de începerea luptelor, orașul a fost distrus în cea mai mare parte, iar ambele tabere au suferit pierderi foarte mari. Bătălia de la Aachen a fost una dintre cele mai mari la care forțele terestre americane au participat în timpul acestui război, iar orașul a fost prima localitate de mari dimensiuni cucerită de aliați pe teritoriul Germaniei. Apărătorii germani ai orașului au capitulat în cele din urmă, dar rezistența lor dârză a dat peste cap planurile aliate pentru o înaintare rapidă în interiorul țării.

## Contextul general
În septembrie 1944, aliații occidentali ajunseseră la granițele vestice ale Germaniei, a căror apărare era asigurată de complexul defensiv al Liniei Siegfried. Pe 17 septembrie, forțele terestre britanice, americane și poloneze au lansat Operațiunea Market Garden, o încercare foarte îndrăzneață de ocolire a Liniei Siegfried prin forțarea cursului inferior al Rinului în Olanda. Eșecul acestei operațiuni, precum și problemele logistice generate de distanțele foarte mari pe care se făcea aprovizionarea trupelor aflate într-o rapidă înaintare în Franța, au dus la epuizarea resurselor atacului aliat impetuos spre Berlin. Pierderile germanilor în Franța fuseseră ridicate. Feldmareșalul Walter Model a apreciat la un moment dat că cele 74 de divizii pe care le comanda ar fi ajuns la puterea a doar 25, dar pe de altă parte problemele logistice ale aliaților le-a oferit defensivei o perioadă de respiro, folosită pentru refacerea capacității de luptă. În septembrie, înaltul comandament al Wehrmachtului a mobilizat pe Linia Siegfried aproximativ 230.000 de soldați, dintre care 100.000 erau proaspăt mobilizați. La începutul lunii, germanii dispuneau pe frontul de vest de aproximativ 100 de tancuri, pentru ca spre sfârșitul lui septembrie să aibă aici aproximativ 500 de blindate. După ce au mobilizat trupe și mari cantități de armament, comandanții germani au reușit să asigure pe Linia Siegfried o defensivă cu o adâncime de aproximativ 4,8 km.
SHAEF de sub comanda generalului Dwight D. Eisenhower își fixase ca obiectiv imediat ocuparea inimii industriale a Germaniei, regiunea Ruhr. Armata a 3-a comandată de generalul George S. Patton a primit sarcina să ocupe regiunea franceză Lorena,, în vreme ce Armata I a generalului Courtney Hodges a primit ordinul să spargă frontul german în apropiere de Aachen. Hodges a sperat la început că va putea să atace ocolind orașul, unde considera că se află doar o garnizoană mică, care avea să se predea de îndată ce Aachenul era încercuit.
Aachen, un oraș cu arhitectură medievală pitorească, avea o valoare militară redusă, de timp ce în apropiere nu se afla nicio fabrică militară. Cu o populație de aproximativ 165.000 de locuitori, orașul nu suferise bombardamente importante ale aliaților. Pe de altă parte, orașul era un simbol important pentru regimul nazist și pentru poporul german. Nu doar că devenise primul oraș german amenințat de atacul inamic în timpul acestui război, dar era capitala Sfântului Imperiu Roman a lui Carol cel Mare, fondatorul primului „Reich”" Datorită acestor fapte, orașul prezenta o uriașă valoare propagandistică. Starea de spirit a apărătorilor orașului a fost influențată de modificarea atitudinii populației față de soldații care luptau pe pământul german pentru prima oară. Un ofițer german avea să noteze că „Deodată nu mai eram naziști, eram soldați germani”. 
Aachen și sectoarele sale defensive erau apărate de Linia Siegfried, adică de mai multe centuri de cazemate, forturi și buncăre interconectate, numeroase câmpuri minate, obstacole antitanc („colți de dragon”) și rețele de sârmă ghimpată. Unele dintre sectoarele defensive de la Aachen aveau până la 16 km adâncime. După cum avea să spună istoricul Stephen Ambrose, lucrările de aici au fost „fără îndoială cel mai formidabilă defensivă făurită de mâna omului”.  Beneficiind de experiența căpătată în luptele de pe frontul de răsărit, germanii își construiseră liniile defensive principale chiar prin centrul orașelor plasate pe Linia Siegfried. Astfel, ei se foloseau de avantajul existenței străzilor înguste, care limitau mult mișcarea blindatelor inamice. În ciuda slabei pregătiri a militarilor care asigurau apărarea regiunii, fortificațiile care protejau Aachenul și regiunea Ruhr erau de bună calitate și reprezentau obstacole formidabile în calea înaintării forțelor americane,. Americanii planificaseră o străpungere în acest sector, care trebuia să fie crucială pentru atacul aliat, de vreme de la est de Aachen se întindea un teren în mare pare plat, care se preta acțiunilor în forță a marilor unități mecanizate.

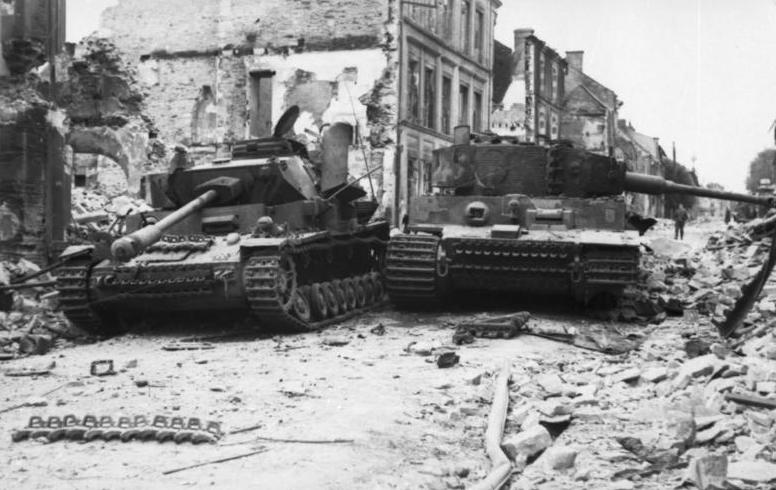
Tancuri germane Panzer IV și Tiger I distruse în timpul luptelor de pe frontul de vest

Luptele din jurul Aachenului începuseră încă din a doua săptămână a lunii septembrie, perioadă numită de germani „Prima bătălie de la Aachen”. În septembrie, apărarea orașului era asigurată de Divizia a 116-a Panzer comandată de generalul Gerhard von Schwerin. Apropierea forțelor aliate a făcut ca majoritatea oficialilor orașului să fugă mai înainte ca evacuarea populației civile să fie terminat. Hitler a reacționat cu duritate la acest fapt – toți responsabilii naziști care au fugit din oraș au fost degradați și trimiși ca simpli soldați să lupte pe frontul de răsărit. Von Schwerin era dispus să capituleze. Pe 13 septembrie însă, chiar înainte de trimită actul de capitulare pe care îl semnase, von Schwerin a primit ordinul să organizeze un contraatac și să străpungă liniile acestora la sud-vest de oraș. Generalul s-a conformat ordinelor primite și a organizat operațiunea folosind unitățile de panzergrenadieri. Încercarea de capitulare a lui von Schwerin nu s-a finalizat, de timp ce documentul său nu a fost trimis aliaților. În schimb, acest document a ajuns în mâinile lui Adolf Hitler, care a ordonat ca generalul să fie arestat. La comanda defensivei de la Aachen a fost numit generalul Gerhard Wilck. Americanii au continuat atacurile pe 12-13 septembrie. În zilele de 14-16 septembrie, Divizia I de infanterie americană a reușit să câștige teren, în ciuda defensivei puternice a germanilor și a contraatacurilor lor. Americanii au reușit să cucerească controlul asupra unui front care înconjura aproximativ o jumătate de oraș. Această înaintare înceată dar continuă a luat sfârșit la sfârșitul lui septembrie datorită problemelor de aprovizionare și a modificării priorităților aliate – declanșarea Operațiunii Market Garden în Olanda.

## Forțele implicate în luptă

### Forțele germane care apărau orașul Aachen

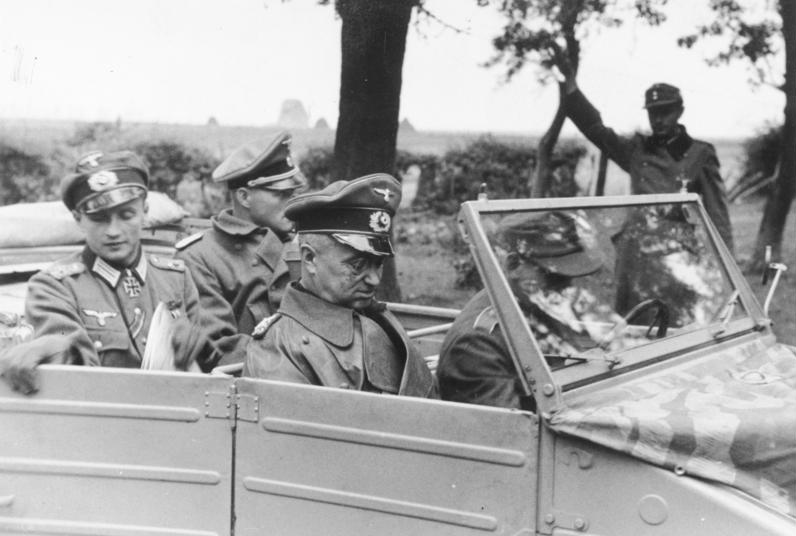
Feldmareșalul Model în vizită la pozițiile Diviziei a 246-a Volksgrenadier din Aachen

Wehrmachtul s-a folosit de scurta pauză în acțiunile aliate ca să retragă Diviziile SS I  „Leibstandarte Adolf Hitler”, a 2-a  „Das Reich” și a 12-a  „Hitlerjugend” și Divizia Wehrmacht a 9-a și a 116-a de pe linia defensivă de la Aachen. 
În octombrie, generalul Friedrich Köchling a fost numit la comanda sectorului defensivi al orașului Aachen. El avea în subordine Corpul LXXXI format din unități de infanterie și infanterie mecanizată. Aceste forțe, la care se adăuga batalionul 506 și brigada 108 de tancuri, numărau aproximativ 20.000 de oameni și 11 tancuri. Divizia a 246-a Volksgrenadier a înlocuit Divizia a 116-a Panzer în orașul Aachen, Diviziile a 183-a Volksgrenadier și a 49-a de infanterie apărau zona de nord, iar Divizia a 12-a de infanterie asigura apărarea în zona de sud.Lui Köchling i se promisese reîntoarcerea pe poziții a Diviziei a 116-a Panzer și Diviziei a 3-a Panzergrenadier după reînarmarea și completarea efectivelor (adică aproximativ 24.000 de oameni). Pe 7 octombrie, apărarea orașului a fost suplimentată cu elemente ale Diviziei I Panzer SS „Leibstandarte SS Adolf Hitler”.
În ciuda unui aflux constant de întăriri, Corpul LXXXI a suferit pierderi care i-a slăbit continuu capacitate de luptă. Divizia a 12-a de infanterie a pierdut jumătate din numărul total de soldați în perioada 16–23 septembrie, iar Diviziile de infanterie a 49-a și a 275-a au trebuit să fie retrase de pe linia frontului pentru refacere și completarea efectivelor. Dacă la începutul războiului, o divizie de infanterie germană avea efective de 15.000–17.000 de soldați, aceste cifre au scăzut treptat până la cifra oficială de 12.500 de militari. În noiembrie 1944, efectivul real al unei asemenea divizii era de 8.761 de oameni.
Într-o încercare de rezolvare a lipsei de soldați care afecta capacitatea de luptă a Wehrmachtului, au fost create în 1944 diviziile de Volksgrenadieri. Efectivele medii ale acestora se ridicau la aproximativ 10.000 de oameni. În ciuda faptului că diviziile de Volksgrenadieri au fost încadrate în proporție de aproximativ 25% cu soldați experimentați, cel puțin jumătate dintre cei recrutați erau total lipsiți de experiența de front sau convalescenți, în timp ce restul fusese transferat din cadrul din Luftwaffe sau Kriegsmarine. Deși aceste divizii au fost dotate cu cele mai noi arme ușoare de infanterie, ele sufereau la capitolul dotării cu piese de artilerie și mijloace de transport, ceea ce limita grav capacitate de luptă. În cazul Corpului LXXXI, Divizia a 183-a Volksgrenadier, deși fusese întărită cu 643 de soldați peste efectivul standard, a devenit funcțională doar în septembrie. Aceasta a însemnat că soldații diviziei nu au avut timpul necesar să se antreneze și să funcționeze unitar. Divizia a 246-a Volksgrenadier era într-o situație asemănătoare. O bună parte dintre soldații diviziei avuseseră parte de cel mult zece zile de pregătire militară de infanterie. Aceste probleme de personal erau contrabalansate într-o oarecare măsură de sistemul puternic de fortificații din regiunea Aachen, care fusese bine conceput și executat.

### Forțele americane

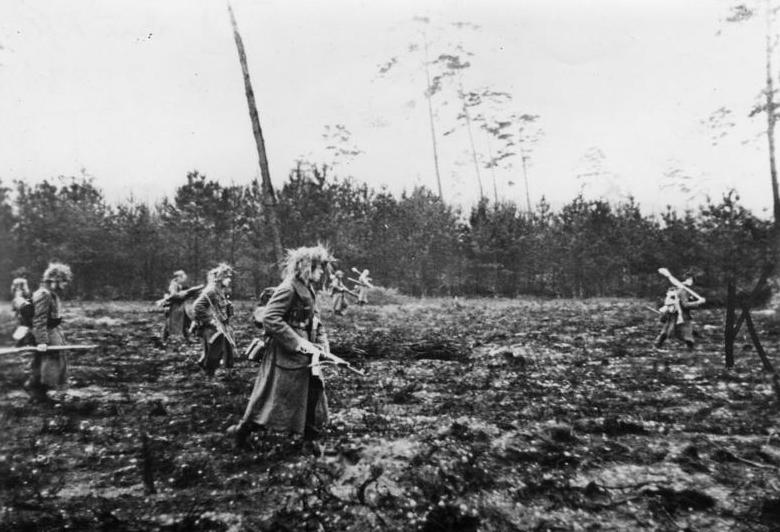
Patrulă de grenadieri germani în acțiune în apropiere de Aachen.

Sarcina cuceririi Aachenului a fost repartizată Diviziei a 30-a de infanterie a Corpului XIX și Diviziei I de infanterie a Corpului VII. Divizia a 30-a de infanterie SUA comandată de generalul Leland Hobbs urma să fie sprijinită în acțiune de Divizia a 2-a blindate SUA, care trebuia să se folosească de străpungerea reușită de infanterie prin Linia Siegfried. Flancurile atacului trebuiau apărate de Divizia a 29-a de infanterie SUA. În sud, Diviziile I și a 9-a de infanterie americane și Divizia a 3-a de blindate SUA au folosit scurta perioadă de acalmie din ultimele două săptămâni ale lunii septembrie pentru odihnă și completarea efectivelor și reînarmare. Până pe 1 octombrie, aproape 70 dintre soldații Diviziei I comandate de generalul Clarence Huebner fuseseră înlocuiți cu soldați proaspăt sosiți pe front. Ultimele două săptămâni din septembrie au fost folosite pentru pregătirea de luptă în condiții urbane și pentru exerciții de tragere. Planurile pentru ofensivă prevedeau ca ambele divizii de infanterie să evite luptele în orașul Aachen. În principal, infanteriștii trebuiau să coopereze pentru încercuirea orașului și continuarea înaintării spre est. Doar un număr relativ redus de militari americani trebuia să continue luptele pentru cucerirea orașului încercuit.
Deși americanii aveau capacitatea de înlocuire rapidă a pierderilor, soldații proaspăt sosiți pe front nu aveau de cele mai multe ori pregătirea tactică necesară. Numeroși ofițeri tineri nu aveau o pregătire tactică și de conducere a trupelor satisfăcătoare. Printre tanchiști se aflau conductori care nu aveau altă experiență decât conducerea unor automobile pe drumurile publice. Au existat situații în care comandanții de tancuri au fost obligați să își învețe membrii echipajului cum să încarce armele și să le folosească chiar înainte de declanșarea atacului. Sistemul american de înlocuire a trupelor pe linia frontului era bazat pe cantitate nu pe calitate, ceea ce a făcut ca cea mai mare parte a militarilor sosiți în teatrul de operațiuni să nu fie instruită de luptă în mod corespunzător. În rândul trupelor americane se întâmpla de multe ori ca rata de pierderi în cazul noilor sosiți să fie de aproape 50%, cei mai mulți proaspăt sosiți să fie răniți sau uciși în primele zile de luptă. Pierderile mari suferite de americani pe linia frontului presupunea aducerea a noi soldați pentru completarea efectivelor. De exemplu, un batalion al diviziei a 28-a de infanterie, care de-abia fusese completat cu recruți, a fost aruncat imediat în luptă într-un atac direct împotriva apărării germane de la Aachen, pentru sprijinirea asaltului Diviziei I de infanterie, care suferise pierderi foarte mari în ultima fază a luptelor din 18-21 octombrie.
Forțele terestre americane erau sprijinite în acțiune de Forța aeriană a 9-a, care reușise să identifice cam 75% dintre cazematele de pe linia frontului și făcuse planuri pentru executarea unui bombardament inițial executat cu 360 de bombardiere și 72 de avioane de atac la sol. După primul atac, urma un al doilea val de bombardament, care urma să folosească inclusiv bombe incendiare cu napalm. Americanii se bucurau de o superioritate aeriană aproape totală în spațiul aerian al Aachenului, în condițiile în care germanii nu dispuneau de suficiente baterii de artilerie antiaeriană, iar sprijinul pe care îl putea acorda Luftwaffe era foarte limitat.

## Luptele

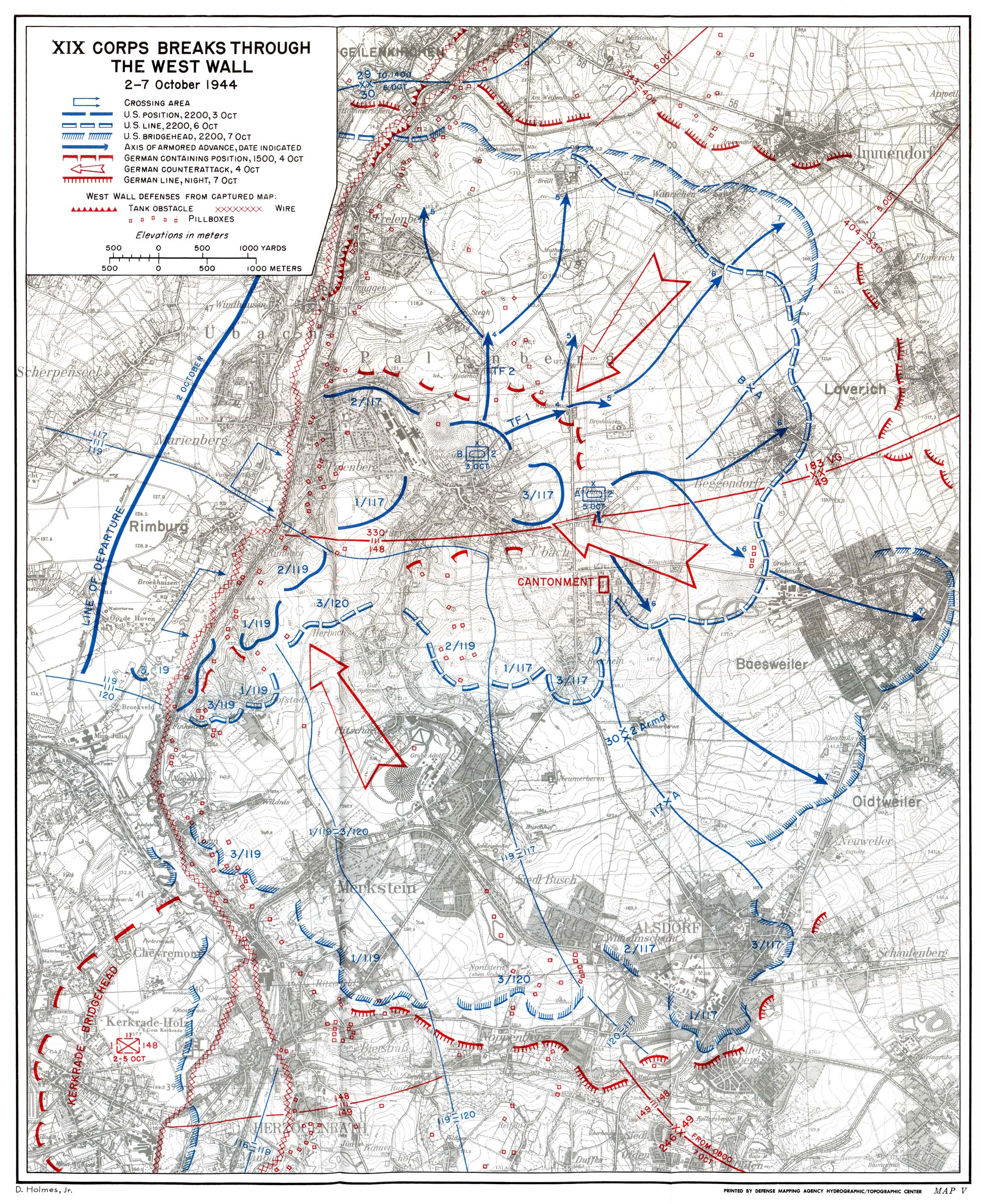
Hartă sectorului de front de la Aachen

Artileria grea aliată a executat bombardamente ale pozițiilor defensive germane din jurul orașului Aachen cu șaze zile mai înainte de declanșarea ofensivei terestre americane. Deși bombardamentul de artilerie i-a silit pe militarii Corpului LXXXI german să înceteze toate mișcările de personal și aprovizionarea pe timpul zilei, efectele acestuia asupra cazematelor și fortificațiilor a fost neînsemnate. Bombardamentul aerian inițial de pe 2 octombrie a cauzat de asemenea distrugeri minore pozițiilor defensive germane. Dintre cele 450 de avioane care au participat la primul val de bombardament, niciunul nu a reușit să lovească vreo cazemată. Țintele americanilor fuseseră mascate în cea mai mare parte de norii denși de fum generați incendiile bombardamentului de artilerie. După încheierea raidului bombardierelor, artileria americană și-a reluat tirurile asupra liniilor germane, lansând 18.696 de proiectile din cele 372 de guri de foc timp de două ore.

### Înaintarea în zona de nord: 2–8 octombrie
Divizia a 30-a de infanterie și-a început înaintarea pe 2 octombrie. Atacul a fost precedat de un bombardament al artileriei grele proprii, care a vizat cazematele inamice. În ciuda bombardamentelor, infanteria a avut nevoie de 30 de minute pentru cucerirea fiecărei cazemate în parte. În timpul înaintării, americanii au fost forțați să atace neîntrerupt fortificațiile germane, orice întrerupere a acțiunii fiind folosită de către germani pentru organizarea a unor contraatacuri. Americanii nu se așteptaseră să întâmpine o rezistență prea puternică, dar estimările lor au fost eronate. În doar o singură oră, rezistența infanteriștilor germani și tirul artilerie au făcut de exemplu ca, într-o singură oră, o companie americană să piardă 87, iar alta 93 de soldați din efectivul normal de 120 de militari. În ciuda rezistențe germanilor și a pierderilor provocate de aceștia, americanii au reușit să înainteze neîntrerupt, să traverseze cursul râului Wurm și să distrugă fortificațiile cu aruncătoare de flăcări și încărcături explozive. Până în dupăamiaza zilei de 2 octombrie, elemente ale Diviziei a 30-a de infanterie au străpuns liniile defensive germane în mai multe locuri și au ajuns în fața orașului Palenberg. Aici, infanteriștii au trebuit să lupte pentru fiecare cucerirea fiecărei străzi și case. Au fost înregistrate acte de curaj și eroism deosebite, precum cea a soldatului Harold G. Kiner, care avea să fie decorat cu Medal of Honor pentru că și-a salvat doi camarazi aruncându-se pe o grenadă germană. Lupte la fel de grele s-au dat și în orașul Rimburg. Blindatele americane nu au reușit să traverseze râul Wurm și ca urmare nu au putut să sprijine cu foc asaltul infanteriștilor asupra castelului medieval, care fusese transformat de germani într-un fort. Soldații Diviziei a 30-a de infanterie au reușit să distrugă în prima zi a atacului zi 50 de cazemate, în principal după ce le-au ocolit și atacat din spate. Atacul principal al acestei divizii a fost sprijinit de atacuri de diversiune executate de infanteriștii Diviziei a 29-a pe flancurile apărării germane. Germanii au considerat că tocmai aceste diversiuni erau de fapt atacul principal. În noaptea zilei de 2 octombrie, germanii din Batalionul al 902-lea de tunuri de asalt au primit ordin să organizeze un contraatac, dar acțiunea lor a fost întârziată într-o primă fază de tirul artileriei aliate, pentru ca să o zădărnicească definitiv în cele din urmă.
Deși pe 3 octombrie tancurile americane au reușit să traverseze Wurmul și ar fi putut sprijini cu foc atacul infanteriei, înaintarea americanilor a fost oprită în urma unor contraatacuri germane. Orașul Rimburg a fost cucerit în a doua zi a ofensivei, dar înaintarea americanilor a fost în continuare încetinită de apărarea germană, a cărei fortificații nu au fost distruse până când tancurile și tunurile de câmp de 155 mm nu au fost aduse în poziție de tragere directă. Lupte puternice au fost declanșate pentru cucerirea orașului Übach. Blindatele americane au întrat în forță în oraș, unde au fost însă blocate de tirul artileriei germane. Au avut loc lupte înverșunate, înaintarea americanilor fiind oprită de contraatacurile germanilor, iar recucerirea orașului de către aceștia din urmă fiind împiedicată de artileria americană. În operațiunilor zilei de 3 octombrie – forțarea cursului Wurmului, cucerirea și menținerea capului de pod – Divizia a 30-a de infanterie a pierdut 300 de oameni uciși în acțiunea sau răniți.

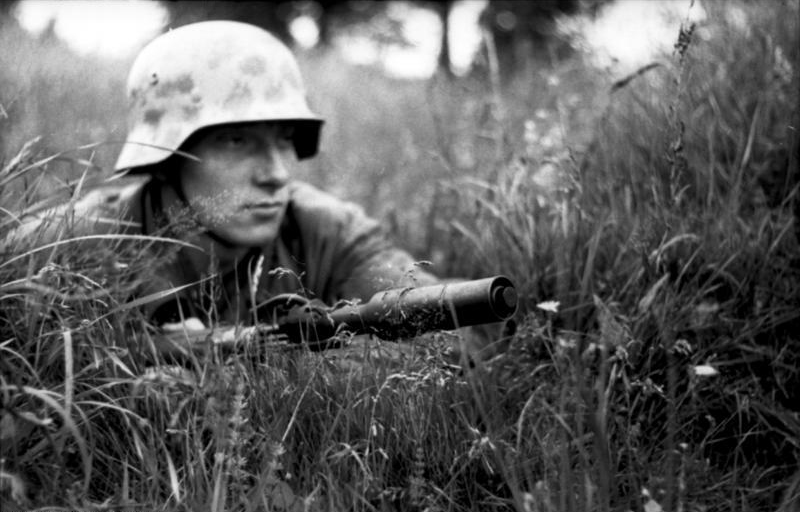
Soldat al Wehrmachtului pe frontul de vest

Germanii au continuat să contraatace la Übach suferind pierderi grele datorită focului artileriei și infanteriei americane. Deși eșecurile atacurilor pentru recucerire Übach a făcut evidentă incapacitatea germanilor să mobilizeze suficiente trupe pentru apărarea căilor de acces spre Aachen, contraatacurile au avut totuși efectul stopării înaintării americanilor. Pe 4 octombrie, americanii au înregistrat doar succese limitate, cucerind orașele Hoverdor și Beggendorf. În ultimele trei zile de lupte, americanii pierduseră deja 1.800 de oameni. Au fost înregistrate succese mai importante pe 5 octombrie, după ce Regimentul al 119-lea al Diviziei a 30-a de infanterie a cucerit Merkstein-Herbach. În ziua următoare, germanii au lansat încă un contraatac pentru recucerirea Übachului, care a fost încheiat cu un nou eșec. Blindatele germane nu puteau să facă față superiorități zdrobitoare a aliaților în materie de tancuri. Într-o încercare disperată de oprire a înaintării americanilor, germanii au atacat cu toate piesele de artilerie și cu avioanele pe care le-au putut concentra. Rezultatele acestor eforturi, precum mobilizarea  de către generalul Koechling a unui detașament de tancuri Tiger la nord de orașul Alsdorf.,  au fost limitate puternic de lipsa acută de rezerve ale germanilor.
Un nou contraatac a fost organizat de germani pe 8 octombrie. La el au participat un regiment de infanterie, un batalion de asalt, o subunitate din cadrul Brigăzii 108 Panzer și aproximativ 40 de vehicule blindate, adunate de pe la diferite unități. Deși artileria americană a provocat pierderi importante atacatorilor, aripa stângă a germanilor a reușit să izoleze un pluton american de infanterie, în timp ce cea dreaptă a ajuns la o intersecție importantă de la nord de orașul Alsdorf. Un pluton de tancuri Sherman, care sprijinea atacul infanteriei americane asupra orașului Mariadorf au ajuns brusc în situația de a fi atacați din spate. Tancurile americane au reușit să iasă din această situație dificilă numai după lupte grele.. Două tunuri de asalt autopropulsate Sturmgeschütz IV și un detașament german de infanterie au intrat în Alsdorf, unde au devenit rapid ținta atacurilor americane. Deși cele două vehicule grele germane au reușit cu succes să evite distrugerea de către tancurile americane, contraatacurile infanteriei aliate i-au silit pe germani să se retragă pe pozițiile de start. Pentru ca să facă față pierderilor grele și atacurilor continui ale americanilor, comandanții germani au transferat la Aachen Divizia a 3-a Panzergrenadier, Corpul I SS Panzer și Batalionul 101 SS tancuri grele.

### Înaintarea dinspre sud: 8–11 octombrie

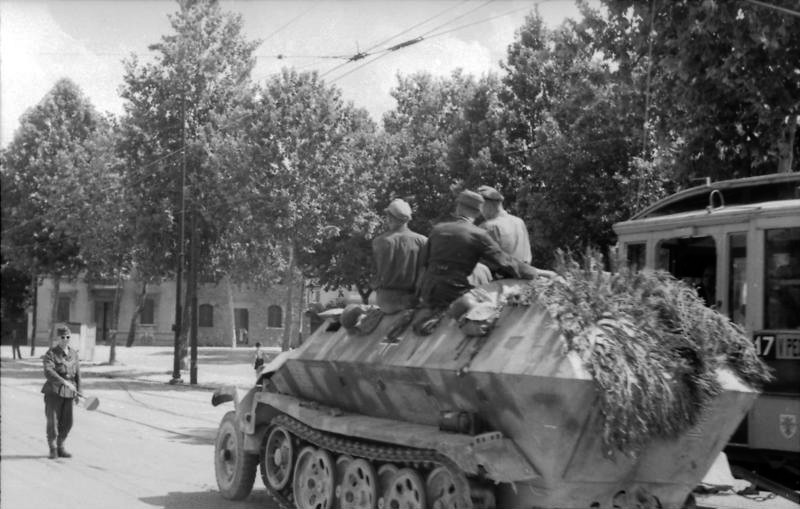
Infanteriști ai unui regiment mecanizat de pe frontul de vest deplansându-se într-un vehicul semi-șenilat Sd.Kfz. 251

Divizia I de infanterie și-a început ofensiva în sud pe 8 octombrie, având ca prim obiectiv cucerirea orașului Verlautenheide și a Cotei 231 (cunoscute și ca „dealul Crucii”) de lângă Ravelsberg. Atacul a început cu un baraj masiv de artilerie, care le-a ușurat mult sarcina infanteriștilor. În timpul luptelor pentru cucerirea Cotei 231, comandantul de companie, căpitan Bobbie E. Brown, s-a remarcat prin distrugerea cu dinamită de unul singur a trei cazemate. Deși a fost rănit, căpitanul a continuat să își conducă în luptă compania. Pentru faptele de vitejie din acea zi,  Bobbie E. Brown a fost decorat cu  Medal of Honor. Pe 10 octombrie, Divizia I de infanterie reușise să își îndeplinească toate obiectivele ordonate, ocupând pozițiile pentru efectuarea joncțiunii cu Divizia a 30-a de infanterie. După cucerirea dealului Crucii, germanii au organizata un contraatac, care a fost respins de aliați în cele din urmă. Pe câmpul de luptă, germanii au pierdut numai la Cota 231 40 de morți și 35 de prizonieri. Divizia I de infanterie a reușit să cucerească toate zonele înalte din jurul orașului, în ciuda apărării și contraatacurilor germane.
Pe 10 octombrie, generalul Huebner a cerut germanilor din Aachen să capituleze, amenințând distrugerea garnizoanei prin bombardamente intense. După ce comandantul german a refuzat cu hotărâre să capituleze, artileria americană a declanșat pe 11 octombrie un bombardament, lansând aproximativ 5.000 de proiectile, sau aproximativ 153 t de explozivi, asupra orașului. La rândul lor, bombardierele aliate au efectuat raiduri de bombardament asupra obiectivelor.

### Joncțiunea trupelor americane, 11–16 octombrie
În timpul luptelor, americanii au avut pierderi importante, atât datorită contraatacurilor germane, cât și ca urmare a acțiunilor infanteriștilor de distrugere a cazematelor inamice. Germanii au folosit noaptea de 10-11 octombrie pentru fortificare caselor orașului Bardenberg. Infanteriștii americani nu au reușit să cucerească orașul, fiind nevoiți să se retragă din fața unei apărări foarte hotărâte. În aceste condiții, artileria americană a preluat sarcina distrugerii punctelor întărite și a garnizoanei germane. Pe 12 octombrie, germanii au lansat o contraofensivă de proporții împotriva pozițiilor Diviziei a 30-a americană. Atacul german a fost stopat tirurile artileriei grele și de măsurile antitanc eficiente.. În satul Birk, echipajul unui tanc american Sherman a reușit ca timp de trei ore să reziste atacurilor blindatelor germane. În timpul luptei, tanchiștii americani au reușit să distrugă un tanc german Panzer IV și să avarieze un altul, forțându-i pe germani să se retragă. În cele din urmă, în sprijinul acestui blindat au sosit elementele Diviziei a 2-a blindate americane, iar germanii au fost definitiv alungați din sat. Divizia a 30-a de infanterie a trebuit să renunțe la pozițiile defensive pe care le organiza după ce a primit ordinul să continue atacul pentru atingerea punctului de joncțiune cu Divizia I. Pentru atingerea acestui obiectiv, efectivele Diviziei a 30-a au fost suplimentate cu două batalioane de infanterie din cadrul Diviziei a 29-a.

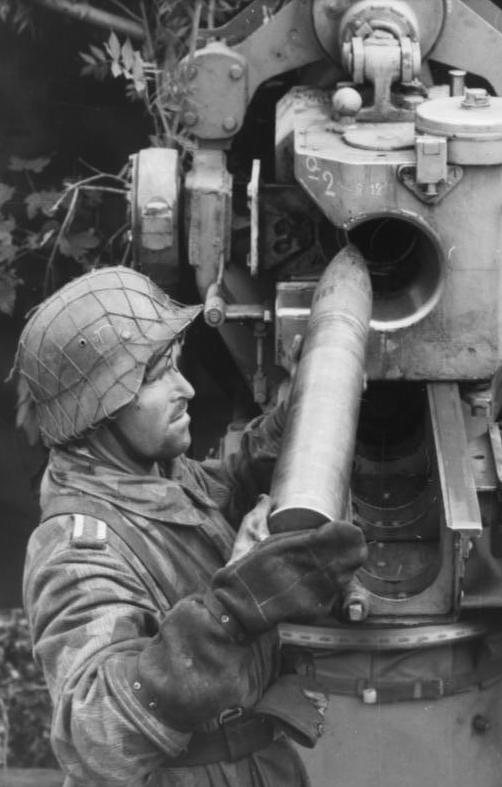
Artilerist german în timp ce încarcă un proiectil în tunul antiaerian Flak 36 (ori Flak 37)

În aceeași zi (12 octombrie), în sud, două regimente de infanterie germană au încercat să recucerească dealul Crucii controlat de americanii Diviziei I. După lupte grele, germanii au cucerit pentru o scurtă vreme controlul asupra înălțimii dar, până la sfârșitul zilei, dealul a fost recucerit de americani. Militarii germani din cele două regimente au fost uciși sau răniți aproape în totalitate. În zilele de 11–13 octombrie, aviația aliată a bombardat orașul Aachen, în special țintele din apropierea liniilor americane. Pe 14 octombrie, Regimentul al 26-lea de infanterie americană a primit sarcina cuceririi zonei industriale a Aachenului, în cadrul pregătirilor pentru asaltul asupra orașului. Pe 15 octombrie, germanii au încercat să lărgească breșa dintre cele două ramuri ale încercuirii americane și au atacat pozițiile Diviziei I de infanterie. Deși mai multe tancuri grele au reușit să străpungă liniile americane, grosul trupelor germane a fost distrus de focul artileriei și atacurile aviației. Divizia a 3-a Panzergrenadier a încercat a doua zi să organizeze un contraatac local, dar a fost respinsă cu pierderi grele, fiind incapabilă să organizeze acțiuni ofensive viitoare.
În nord, Divizia a 30-a, sprijinită de elemente ale Diviziei a 29-a de infanterie și a 2-a de blindate, a continuat în perioada 13-16 octombrie atacul pe direcția sud  în sectorul satului Würselen. În ciuda sprijinului important pe care îl primise,  Divizia a 30-a de infanterie americană nu a reușit să spargă defensiva germană și să facă joncțiunea cu forțele aliate din sud. În cealaltă tabără, germanii s-au folosit eficient de condițiile oferite de frontul îngust și au bombardat intens forțele americane. Înaintarea americanilor a continuat să aibă un ritm redus, germanii baricadați în casele transformate în cazemate reușind să îi surprindă și respingă pe infanteriștii americani. Pentru depășirea acestui impas, generalul Hobbs a conceput o manevră de ocolire a defensivei germane, atacând în alt sector cu două batalioane de infanterie. Acest atac a fost un succes, ceea ce a permis efectuarea joncțiunii trupelor americane la vest de Aachen pe 16 octombrie. Până în această zi, Corpul XIX american a pierdut 400 de morți și 2.0000 de răniți, 72% dintre aceștia fiind ale Diviziei a 30-a de infanterie americană. Apărătorii germani au pierdut în timpul luptelor de  până atunci de la Aachen 1230 de soldați morți și 4.400 răniți.

### Luptele pentru cucerirea orașului: 13–21 octombrie

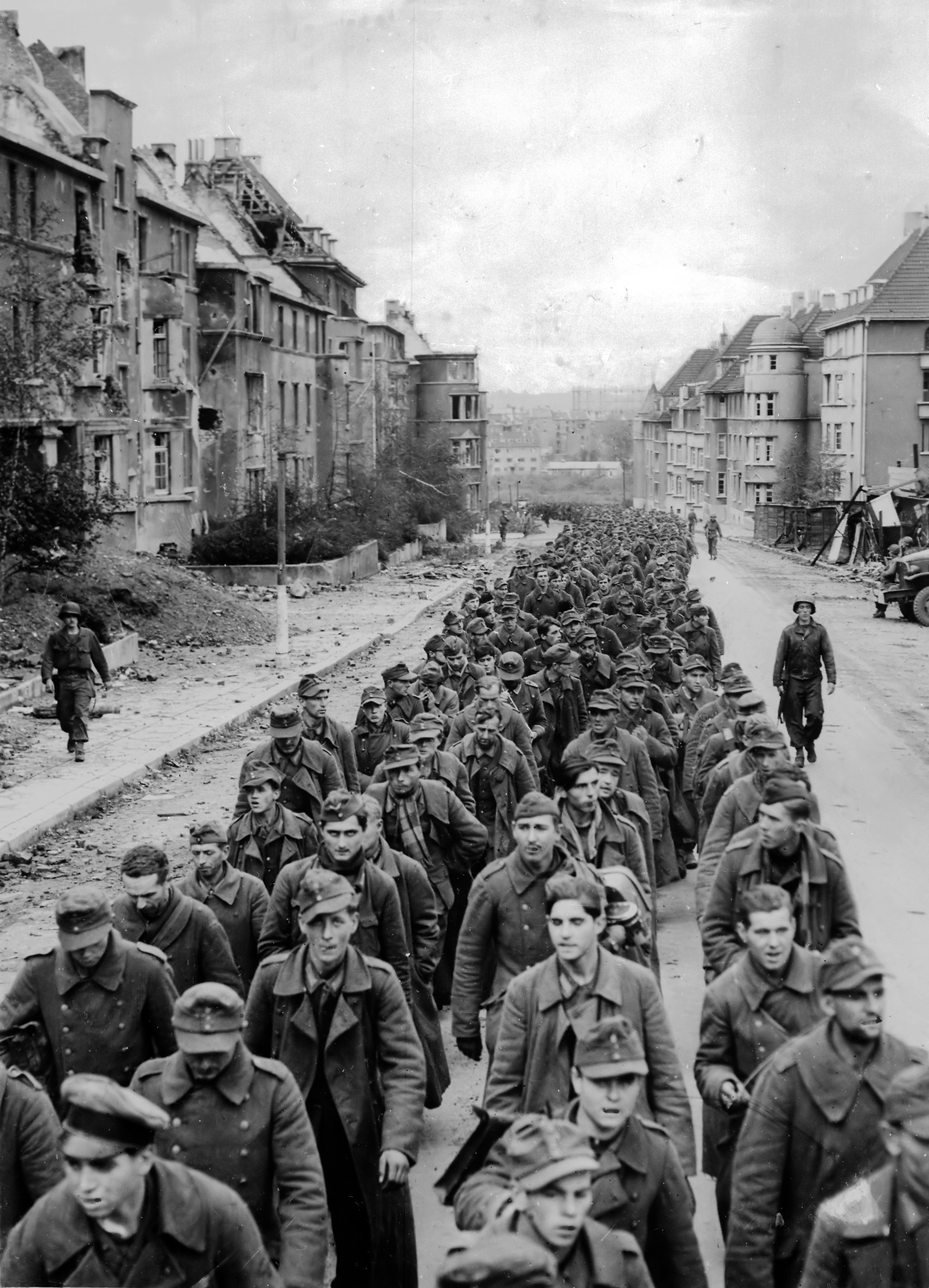
Prizonieri germani în Aachen

Divizia I de infanterie SUA a trebuit să își folosească cea mai mare parte a efectivelor pentru stăvilirea contraatacurilor germane și pentru asigurarea securității zonei din jurul orașului. Din acest motiv, pentru cucerirea orașului nu a putut fi repartizat decât un singur regiment – Regimentul 26 de infanterie, care avea la dispoziție doar două dintre cele trei batalioane ale sale. Infanteriștii celor două batalioane, înarmați doar cu mitraliere și aruncătoare de flăcări, și sprijiniți de doar câteva tancuri și  un singur obuzier de 155mm, au trebuit să atace garnizoane orașului  formată din aproximativ 5.000 de soldați germani (printre care se aflau și membri ai serviciilor auxiliare din flota maritimă, aviație și poliție). Cei mai mulți soldați germani erau lipsiți de experiență de luptă, erau slab instruiți și erau sprijiniți de doar câteva tancuri și tunuri de asalt.  Apărătorii Aachenului se foloseau de clădirile transformate în puncte fortificate, în special în centrul vechi, unde labirintul de străduțe favoriza defensiva.
Militarii americani ai Regimentului 26 au atacat pentru prima oară pe 13 octombrie, comandanții recunoscând rapid natura specială a luptelor din oraș. Infanteriștii americani au trebuit să facă față atacurilor prin surprindere și ambuscadelor organizate de germani, care se foloseau de sistemul de canalizare și pivnițele clădirilor. Americanii au fost obligați ca să verifice fiecare gură de canal, clădire și subsol pentru ca să înainteze în relativă siguranță. În acest timp, blindatele americane nu aveau capacitatea să manevreze pentru ca să răspundă în mod eficient la focul inamic. Civilii germani au fost evacuați forțat din zonele pe care le cuceriseră americani – niciunui civil nu i s-a permis să rămână în spatele frontului aliat. Succesul americanilor în oraș nu s-a măsura prin rapiditatea înaintării, ci prin numărul de case capturate de la  inamic. În timpul luptelor din Aachen, artileria americană a fost folosită pentru distrugerea prin foc direct clădirile cu ziduri foarte groase din orașul vechi. Obuzierele 
Loviturile obuzierului au creat culoare de trecere care au permis infanteriștilor să înainteze de la o clădire la altă fără să fie obligați să se deplaseze pe străzile orașului, unde ar fi fost țintele focului inamic. Înaintarea tancurilor americane Sherman a fost oprită în intersecțiile orașului, unde au căzut pradă tirului tunurilor antitanc germane bine camuflate. Pentru ca să evită să mai fie distruse de inamic, tancurile și celelalte vehicule blindate au continuat înaintarea cu mare grijă, deseori distrugând cu foc direct clădirile care puteau adăposti tunuri antitanc. În paralel, infanteria americană a verificat fiecare clădire, pentru ca să anihileze orice cuib de rezistență inamică. În timp ce aviația aliată împiedica manevrele forțelor terestre inamice, infanteriștii germani s-au folosit de canalizarea orașului pentru ca să se deplaseze în spatele liniilor americane și să le atace din spate. Rezistența apărătorilor germani a fost foarte puternică, ei lansând dese contraatacuri de mică amploare și folosind toate vehiculele blindate de care mai dispuneau pentru respingerea înaintării americane.
Pe 18 octombrie, Batalionul al 3-lea din Regimentul al 26-lea de infanterie a finalizat pregătirile pentru cucerirea Hotelului Quellenhof, unul dintre ultimele puncte de rezistență germană din oraș. Tancurile și artileria americană au bombardat de la mică distanță hotelul, care era și cartierul general al apărării germane. În cursul nopții, 300 de soldați ai Batalionului I SS au reușit să se strecoare în hotel în sprijinul apărătorilor. Ei au respins mai multe asalturi ale americanilor asupra clădirii. Mai târziu, un contraatac viguros al germanilor a dus la cucerirea unor avanposturi ale infanteriei americane și a îndepărtat pentru o vreme presiunea aliată asupra hotelului Quellenhof. În cele din urmă, germanii au fost obligați de tirurile de mortiere americane să se retragă .
Pentru limitarea pierderilor infanteriștilor din prima linie, americanii au luat hotărârea să distrugă ultimele puncte de rezistență germane cu ajutorul tunurilor autopropulsate de 155 mm. Mai apoi, pentru sprijinirea acțiunilor Diviziei I de infanterie, pe 18 octombrie a fost adus în zonă un batalion din cadrul Regimentului 110 de infanterie al Diviziei a 28-a SUA. Soldații proaspăt sosiți au acoperit breșa dintre elementele înaintate ale Regimentului al 26-lea de infanterie. Misiunea de apărare a batalionului proaspăt sosit a fost modificată pe 19-20 octombrie din una defensivă în una de sprijin activ al asaltului. Pe 21 octombrie, soldații Regimentului al 26-lea de infanterie și ai batalionului de sprijin au reușit să cucerească zona centrală a  orașului Aachen;. În aceeași zi, ultimele forțe germane din hotelul Quellenhof au capitulat, acesta fiind actul final al luptei pentru cucerirea orașului de către americani.

## Urmări
În luptele Aachen, americanii și germanii au înregistrat pierderi foarte mari. În vreme ce primii au pierdut peste 5.000 de soldați morți, cei din urmă au pierdut peste 5.000 de morți și 5.600 de prizonieri. Începând cu data de 2 octombrie, Divizia a 30-a de infanterie a pierdut aproximativ 3.000 de soldați morți și răniți, în vreme ce Divizia I de infanterie a pierdut cel puțin 1.350 de oameni (150 de morți și 1.200 de răniți). Germanii au pierdut în luptele din oraș 5.100 de soldați, dintre care 3.473 de prizonieri. În timpul luptelor, Wehrmachtul a pierdut două divizii în totalitate, iar alte opt au suferit pierderi foarte mari, dintre care  două divizii de infanterii nou organizate și una de tancuri proaspăt utilată. Pierderile foarte mari s-au datorat modului în care au fost folosite trupele germane în timpul luptelor. Deși la Aachen au fost mobilizate echivalentul a 20 de batalioane de infanterie, în timpul numeroaselor contraatacuri împotriva Diviziei a 30-a de infanterie americană au fost trimise la luptă în cel mult două regimente. În timpul luptelor, germanii și-au schimbat părerea despre  calitatea forțelor americane, remarcând capacitatea artileriei de lansare a unei cantități copleșitoare de proiectile și manevrabilitaea blindatelor pentru sprijinirea acțiunilor infanteriei.  Ambele divizii americane au fost citate pe ordin de zi pentru luptele de la Aachen.
În ciuda victoriei obținute de americani, rezistența germanilor de la Aachen a împiedicat continuarea înaintării aliaților spre răsărit.  După cucerirea orașului Aachen, Armata I aliată a primit sarcina cuceririi și păstrării în siguranță a barajelor la este de pădurea Hürtgen, pe care germanii ar fi putut să le folosească pentru inundarea văilor pe care se aflau drumul spre Berlin. Operațiunea aliaților avea să ducă la lupte mai grele decât cele de la –  „Bătălia din Pădurea Hürtgen”.